# Річка Непокрита
Річка Непокрита — річка у Чугуївському районі Харківської області, ліва притока р. Олего (басейн Сіверського Дінця).

## Опис
Довжина річки 3 км, похил річки — 4,8 м/км. Формується з декількох струмків.

## Розташування
Річка Непокрита бере початок на північно-західній околиці села Шестакове. Тече переважно на південний схід і на південно-східній околиці села Шестакове впадає до річки Олего.